# Tinamus tao
Il tinamo grigio (Tinamus tao Temminck, 1815) è un uccello della famiglia dei Tinamidi, diffuso in Sud America.

## Descrizione
Dimensioni: 42,5–49 cm. Peso: 1325-1863 g (maschio), 1430-2080 g (femmina).

## Distribuzione e habitat
La specie è diffusa sul versante orientale delle Ande, dalla Colombia alla Bolivia, in Venezuela e Guyana, e nella parte centro-settentrionale del Brasile.
Si adatta a differenti habitat, dalla foresta pluviale andina al cerrado brasiliano, dal livello del mare sino a 1.900 m di altitudine.

## Tassonomia
Sono state descritte 4 sottospecie:
- Tinamus tao larensis Phelps & Phelps Jr, 1949 - diffusa in Colombia e Venezuela
- Tinamus tao kleei (Tschudi, 1843)- diffusa dalla Colombia alla Bolivia e all'ovest del Brasile
- Tinamus tao septentrionalis Brabourne & Chubb, 1913 - localizzata in Venezuela e Guyana
- Tinamus tao tao Temminck, 1815 - presente nel Brasile centro-settentrionale